# William Walsham How
William Walsham How, född 1823, död 1897. Anglikansk psalmdiktare och biskop i Wakefield, England. Han finns representerad i Den svenska psalmboken 1986 med originaltexten till en psalm (nr 171) som 1911 översattes av Nathan Söderblom.
How finns representerad i The Church Hymn book 1872 med tre psalmer. Jesus! name of wonderous love (nr 794), Soldiers of the cross, arise (nr 1212) samt We give thee but thine own (nr 1264), samtliga diktade 1854.

## Psalmer
- För alla helgon (1986 nr 171) skriven 1864.